# Jeanne Perdriel-Vaissière
Jeanne Perdriel-Vaissière, nascida Jeanne Vaissière (18 de janeiro de 1870, em Ajaccio - 23 de março de 1951 em Paimpol), foi uma escritora e poeta francesa, muito conhecida pelo pseudônimo Saint-Cygne.

## Biografia
Nasceu em Ajaccio, onde seu pai, que era militar, estava morando, e devido à carreira do pai, Jeanne conheceu várias cidades, o que lhe despertou a curiosidade da descoberta. Casou com o bretão Eugène Perdriel em 1891, e tinha contato com escritores, políticos e diplomatas, o que a levou a visitar a Itália em 1925, a Tunísia em 1933 e a Polônia em 1934. O casal se estabeleceu em Brest em 1892, e viveu lá por vinte e oito anos.
Sua primeira coleção de poemas, Les Rêves qui passent, foi publicado em 1899, e permitiu-lhe definir a estruturação posterior de seus trabalhos: a solidão das mulheres dos marinheiros, a esperança de retorno, o desejo contido do erotismo discreto, o mistério das paisagens bretãs.
Membro da Sociedade Acadêmica de Brest desde 1893, mais tarde ajudou a fundar a Academia da Bretanha, criada em 1937. Foi amiga de Victor Segalen, Jules Romains, Théodore Botrel, Anatole Le Braz, Charles Chassé, Saint-Pol-Roux e Charles Le Goffic, freqüentando tanto o salão literário que organiza entre 1900 e 1920, quanto a Sociedade Acadêmica de Brest, entre 1893 e 1920.
Jeanne Perdriel-Vaissière posteriormente viveu em Paimpol, onde morreu em 1951.

## Obras principais
- 1899 : Les Rêves qui passent.
- 1902 : Le Sourire de Joconde.
- 1907 : Celles qui attendent.
- 1917 : Vigile de Noël Mystère en 1 tableau pour le 24 décembre 1917.
- 1918 : La Complainte des jeunes filles qui ne seront pas épousées, seguida de alguns poemas.
- 1923 : Le Bois de buis.
- 1923 : Le Toit sur la hauteur, poemas.
- 1927 : C'est votre histoire .
- 1929 : Trois Poètes bretons.
- 1930 : Feuillages, coletânea de poemas, seguidos de Italia bella, romance.
- 1939 : Fumée du soir.
- 1948 : Mylène au cœur secret, romance.

## Traduções em língua portuguesa
- O Bosque Encantado, editado pela Companhia Editora Nacional, Coleção Biblioteca das Moças, em apenas uma edição, em 1934, com tradução de Gustavo Barroso.[3]